# گورستان ارامنه مسجدسلیمان
گورستان ارامنه مسجدسلیمان (ارمنی: Մասջիդ Սուլեյմանի հայկական գերեզմանատուն) یکی از گورستان‌های مرتبط با کلیسای حواری ارمنی، در شهر مسجدسلیمان است که در سال ۱۹۷۰ میلادی (۱۳۴۹ خورشیدی) بنا شده است.